# واشینگتن تراس (یوتا)
واشینگتن تراس (به انگلیسی: Washington Terrace) شهری در ایالت یوتا کشور ایالات متحده آمریکا است که جمعیت آن در سرشماری سال ۲۰۱۰ میلادی، ۹٬۰۶۷ نفر بوده‌است.